# Nikolaj Ankerstjerne Klausen
Nikolaj Ankerstjerne Klausen (født 21. november 2006 i Lind) er en cykelrytter fra Danmark, der kører for ColoQuick. Han er aktiv indenfor landevejscykling og banecykling.

## Karriere
Ankerstjerne fik sin cykelopdragelse hos Herning Cykle Klub. Da han blev juniorrytter skiftede han til Team Mascot Workwear. Her vandt han blandt andet DCU’s Uno-X juniorcup. I det andet år som junior kørte han for Team Uno-X - Carl Ras Roskilde Junior. Som ungdoms- og juniorrytter vandt han seks DM-titler på tværs af discipliner på både bane og landevej.
Da Nikolaj Ankerstjerne Klausen i 2025 skulle køre sit første år som senior, blev han i januar registreret som rytter hos det nyetablerede DCU Elite Team, Reffen Tscherning Elite Cycling. Men i starten af februar blev det offentliggjort at han havde skrevet kontrakt med UCI kontinentalholdet ColoQuick Cycling.